# Tufa

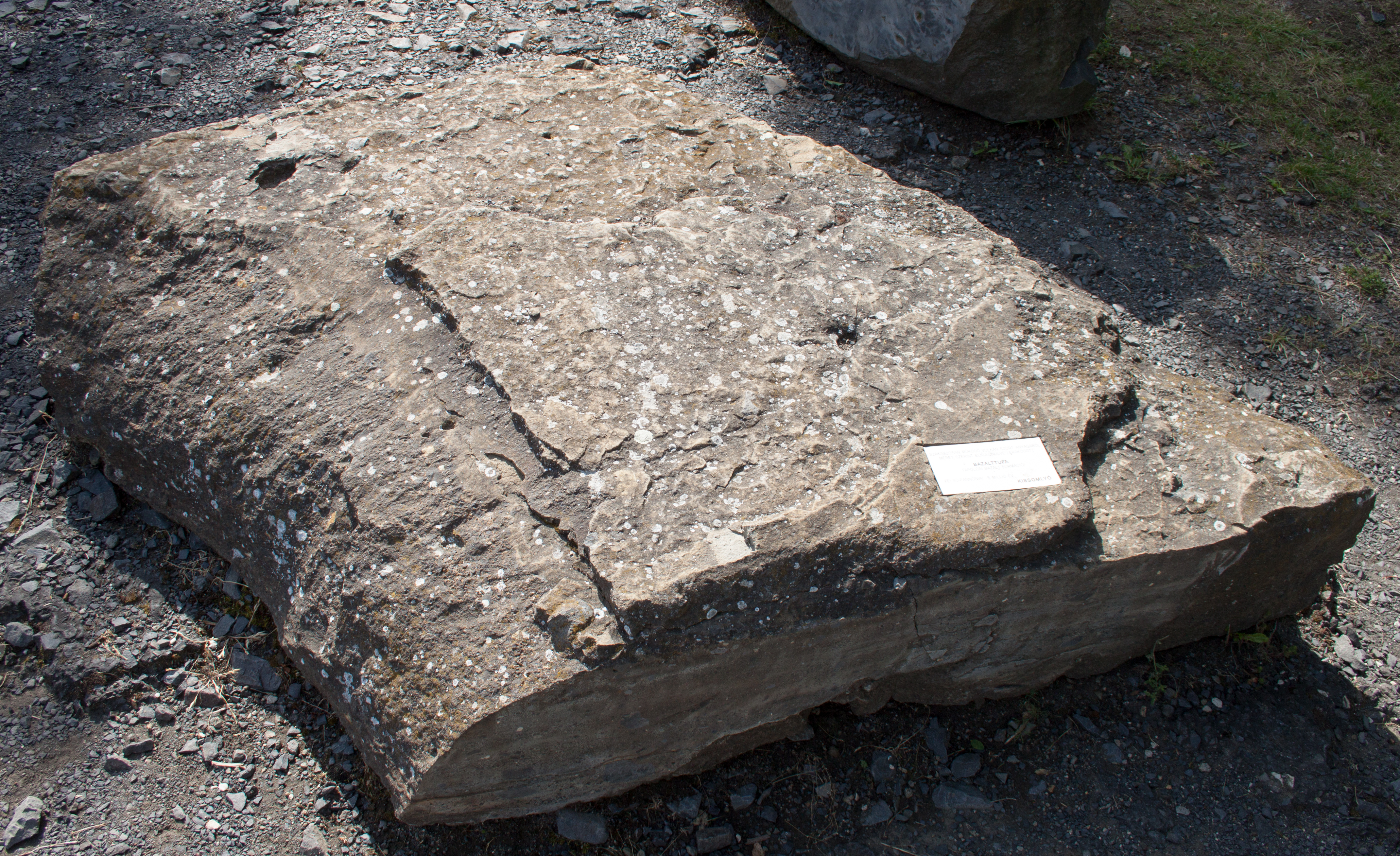
Bazalttufa, Kis-Somlyó hegy

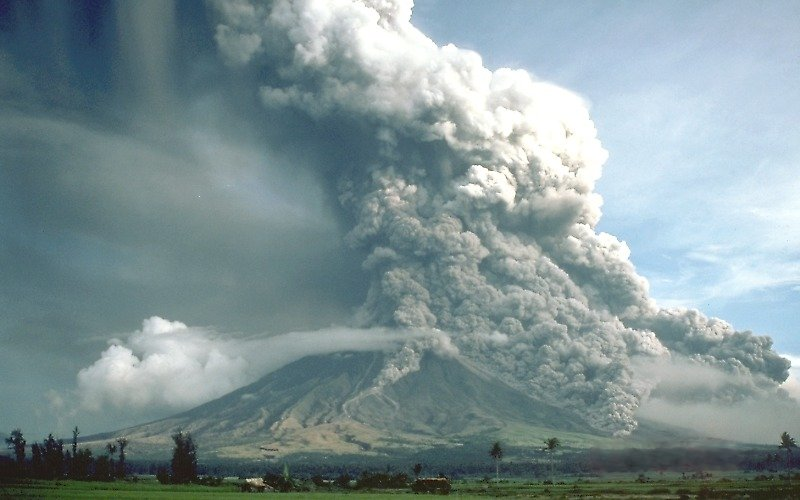
Piroklaszt törmelékár anyagából képződik a tufa

A tufa vagy darázskő robbanásos vulkáni kitörés során a vulkanikus törmelékár keletkezésekor a porból és hamuból létrejött lazább szerkezetű kőzet, néha lyukacsos törmelékkőzet, melynek anyaga mint vulkáni hamu vagy homok került vulkáni kitörések alkalmával a földfelszínre, és vagy megkeményedett, összeálló állapotban került a felszínre, vagy pedig – ami gyakoribb eset – a víz hordta össze és rétegekben lerakta azt. A tufa olyan piroklaszt kőzetté vált vulkáni törmelék, azaz piroklasztit, amelynek szemcsemérete nem nagyobb két milliméternél. Ha tartalmaz legalább 10%-nyi lapillit (2–64 milliméteres darabokat), akkor a neve lapillitufa vagy lapillikő. Ha szemcsemérete nem nagyobb 0,0625 milliméternél, akkor ez finom vulkáni hamuból keletkezett finomszemcsés tufa, egyébként durvaszemcsés tufa.
A tufa tehát a vulkánok által kilövellt mindenfajta szilárd törmelékanyag, a tefra rendkívül heterogén üledékéből jön létre - a kitörés anyagának nyugalomba kerülésével és diagenezisével - ezért anyagának alkotórészei különböző eredetűek és különböző szemcseméretűek lehetnek, amely a magma szétszakadt foszlányai és a belesodródott, a felszínen lévő kőzetanyagból kerül bele. A tufa létrejöttéhez szükséges szilárd anyagban gazdag árpiroklasztitok (blokk- és por-, horzsakő- és salakárak) rendszerint összeomló, a völgyekben áramló izzófelhőből rakódnak le.
A tufa szó olasz eredetű, jelentése lávakő.

## Változatai

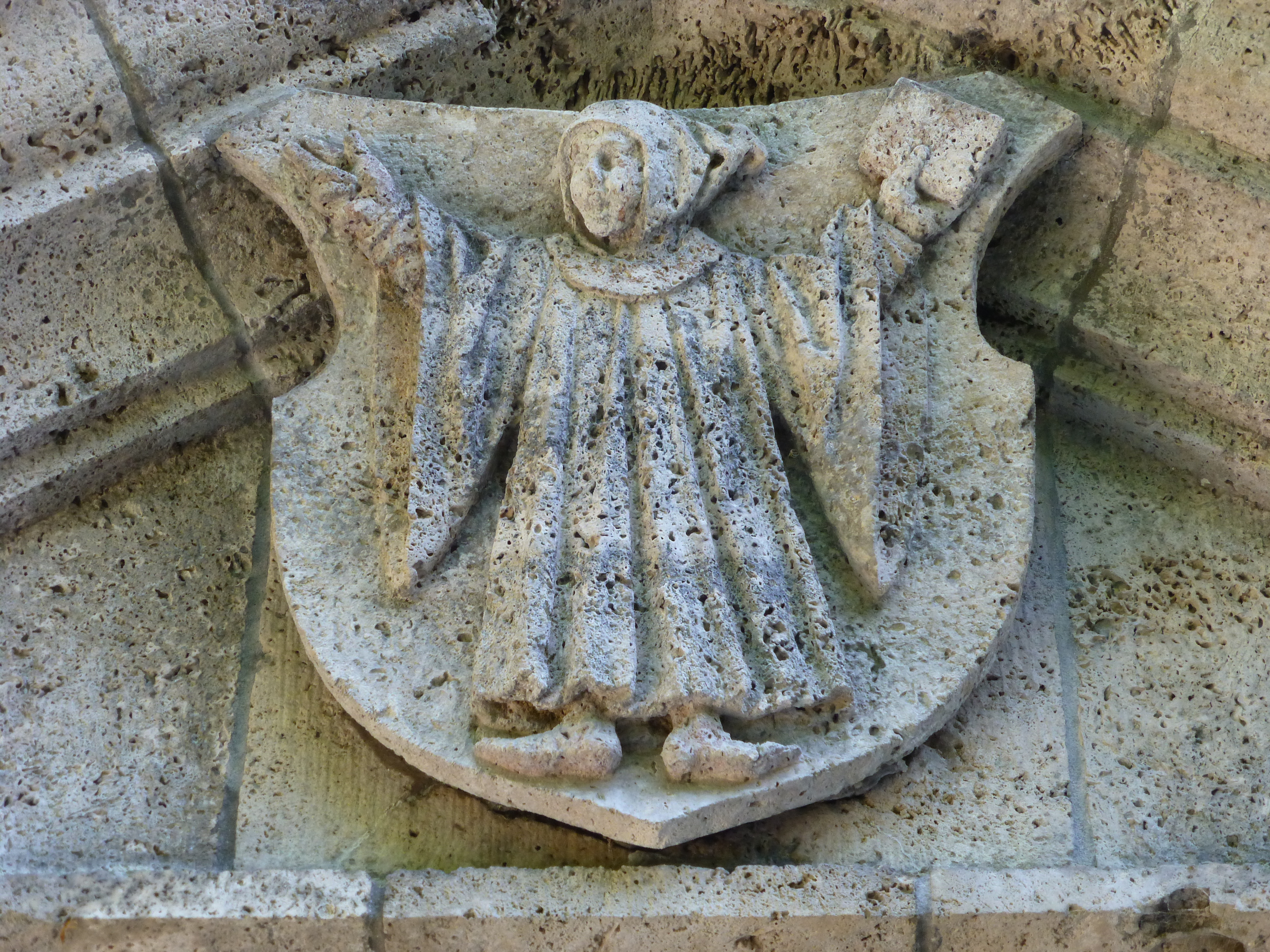
Tufából faragott épületdísz

A vulkáni kőzeteknek jellegzetes szövete és kémiai összetétele van. Kőzet-tufának nevezik azt, amikor a vulkáni üledékben a kőzettörmelék részaránya meghaladja az 50%-ot. Úgyszólván mindegyik vulkáni kőzetnek a riolitnak, a bazaltnak, az andezitnek, a dácitnak, a trachitnak megvan a tufája (bazalttufa, riolittufa, andezittufa, dácittufa, trachittufa). A riolittufa tufa-agglomerátum variánsait horzsakő, habkő, tajtékkő néven is ismerik.
Tufának szokták nevezni a geológiában, ásványtanban az édesvízből lerakódó laza, lyukacsos képződményeit a mészkőnek (mésztufa), meg a kvarcnak is (kovatufa).

## Felhasználása

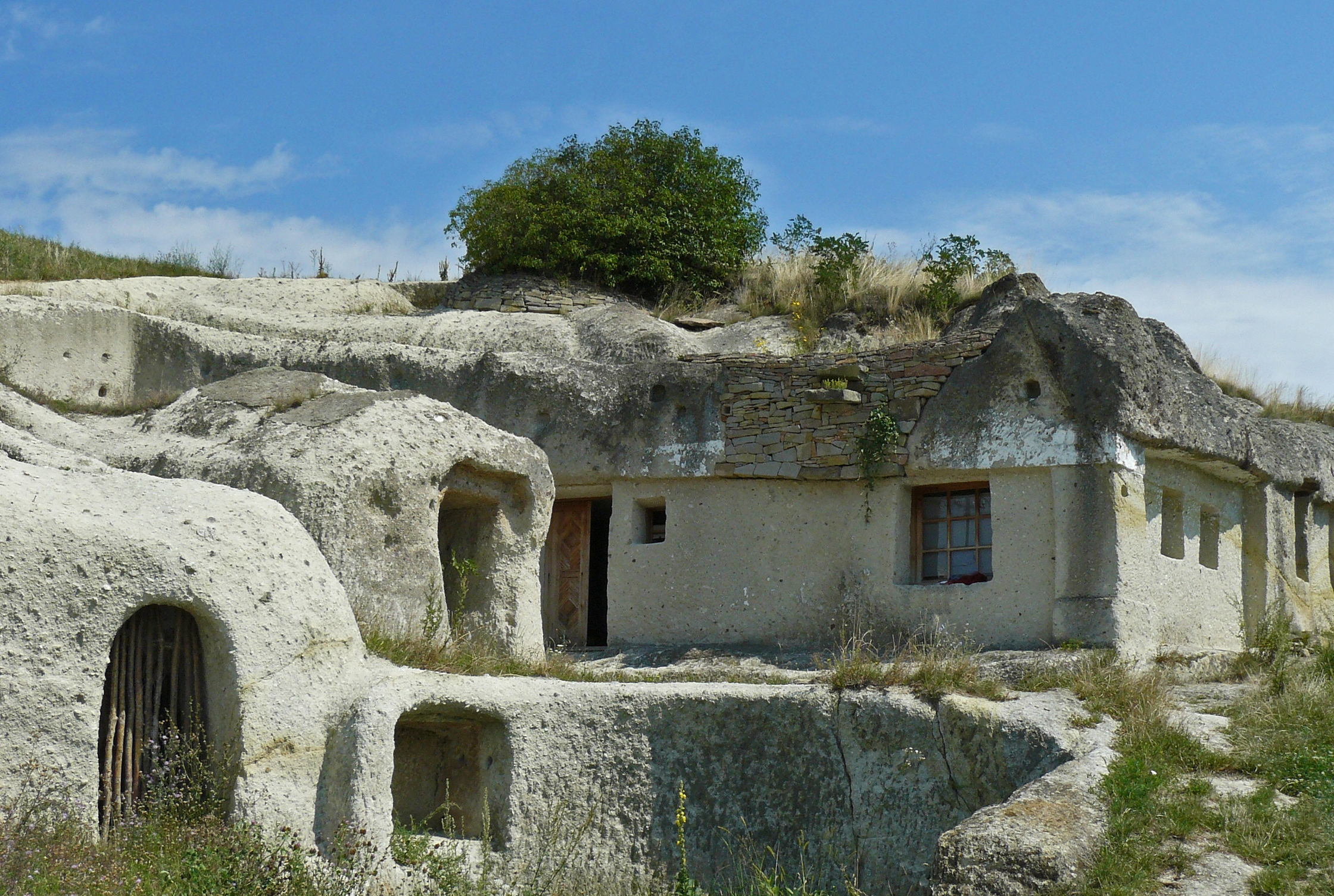
Riolittufába vájt barlanglakások Noszvajon

A riolittufa jól faragható, fűrészeléssel is darabolható kőzet. Az ilyen magmás eredetű tufa kőzetből Magyarországon sok épület épült, amelyek pusztulása komoly problémát okoz a hazai műemlékvédelmi szakembereknek.
A szerszámkőként hasznosítható hólyagüreges, finomszemcsés bazalttufát, andezittufát öntőforma, őrlőkő és malomkő készítésére is használták.